# Sonbef
Mehibtawy Sekhemkare Amenemhat Sonbef (cũng là Amenemhat Senbef) là một vị pharaon Ai Cập thuộc vương triều thứ 13 trong Thời kỳ Chuyển tiếp thứ Hai. Theo các nhà Ai Cập học Kim Ryholt, Jürgen von Beckerath và Darrell Baker, ông là vị vua thứ hai của vương triều này, trị vì từ năm 1800 TCN cho tới năm 1796 TCN.

## Danh tính
Có một cuộc tranh luận giữa các nhà Ai Cập về việc liệu rằng Sekhemkare Sonbef có phải chính là vị vua Sekhemkare Amenemhat V, vị vua thứ tư của vương triều thứ 13 hay không. Quả thực, Sonbef đã tự gọi mình là "Amenemhat Sonbef"; đây có thể là một cái tên kép, nhưng cũng có thể là một mối quan hệ cha con Con trai của Amenemhat Sonbef, mà được cả Ryholt và Baker xem như là bằng chứng cho thấy rằng Sonbef là một người con trai của Amenemhat IV và là một người em trai của Sekhemre Khutawy Sobekhotep, người sáng lập nên vương triều thứ 13. Như vậy, họ coi Sonbef và Amenemhat V là hai vị vua khác nhau, một quan điểm còn được chia sẻ bởi Jürgen von Beckerath. Ryholt và Baker hơn nữa khẳng định rằng sự cai trị của Sonbef và Amenemhat đã bị ngăn cách bởi triều đại sớm nở chóng tàn của Nerikare, trong khi von Beckerath tin rằng Sekhemre Khutawy Pantjeny là người đã trị vì giữa hai vị vua này.
Đối lập với quan điểm trên, Detlef Franke và Stephen Quirke tin rằng Amenemhat V và Sonbef là một và cùng là một người. Franke và những người khác xem "Amenemhat Sonbef" như là một tên kép. Quả thực, việc đặt tên kép vốn phổ biến ở Ai Cập và đặc biệt là vào giai đoạn cuối vương triều thứ 12 và 13.

## Chứng thực
Sonbef được chứng thực ở cột thứ 7, hàng thứ sáu của cuộn giấy cói Turin, tại đó ông xuất hiện như là "Sekhemkare [Amenemhat Sonbe]f". Mặc dù là một vị vua của vương triều thứ 13, Sonbef chắc chắn đã trị vì từ Itjtawy ở Faiyum, những chứng thực duy nhất cùng thời của ông lại đến từ phía nam của Thebes.
Chúng bao gồm một con dấu bọ hung không rõ nguồn gốc, một con dấu trụ lăn đến từ bộ sưu tập Amherst và ngày nay nằm tại bảo tàng Mỹ thuật Metropolitan, và hai khối đá được chạm khắc đến từ El-Tod mà trên đó ông xuất hiện dưới tên gọi Sekhemkare. Hai ghi chép mực nước sông Nile cũng còn được quy cho thuộc về ông, một đến từ Askut và có niên đại vào năm trị vì thứ ba của ông, và một cái khác đến từ Semna ở Nubia, có niên đại vào năm trị vì thứ 4. Một ghi chép bị hư hại nặng khác nữa đến từ Semna và có niên đại thuộc về một năm thứ 5 có thể cũng thuộc về ông. Tuy nhiên, những ghi chép sông Nile này thuộc quyền sở hữu của ai hiện vẫn còn nằm trong sự nghi ngờ, vì chúng chỉ có mang tên prenomen Sekhemkare, mà Amenemhat V cũng mang. Nhà Ai Cập học và khảo cổ học Stuart Tyson Smith đã nghiên cứu những ghi chép này và bước đầu quy cho chúng thuộc về Sonbef, nhưng sau đó đã thay đổi quan điểm của ông ta và quy cho chúng thuộc về Amenemhat V.